# Stef Clement

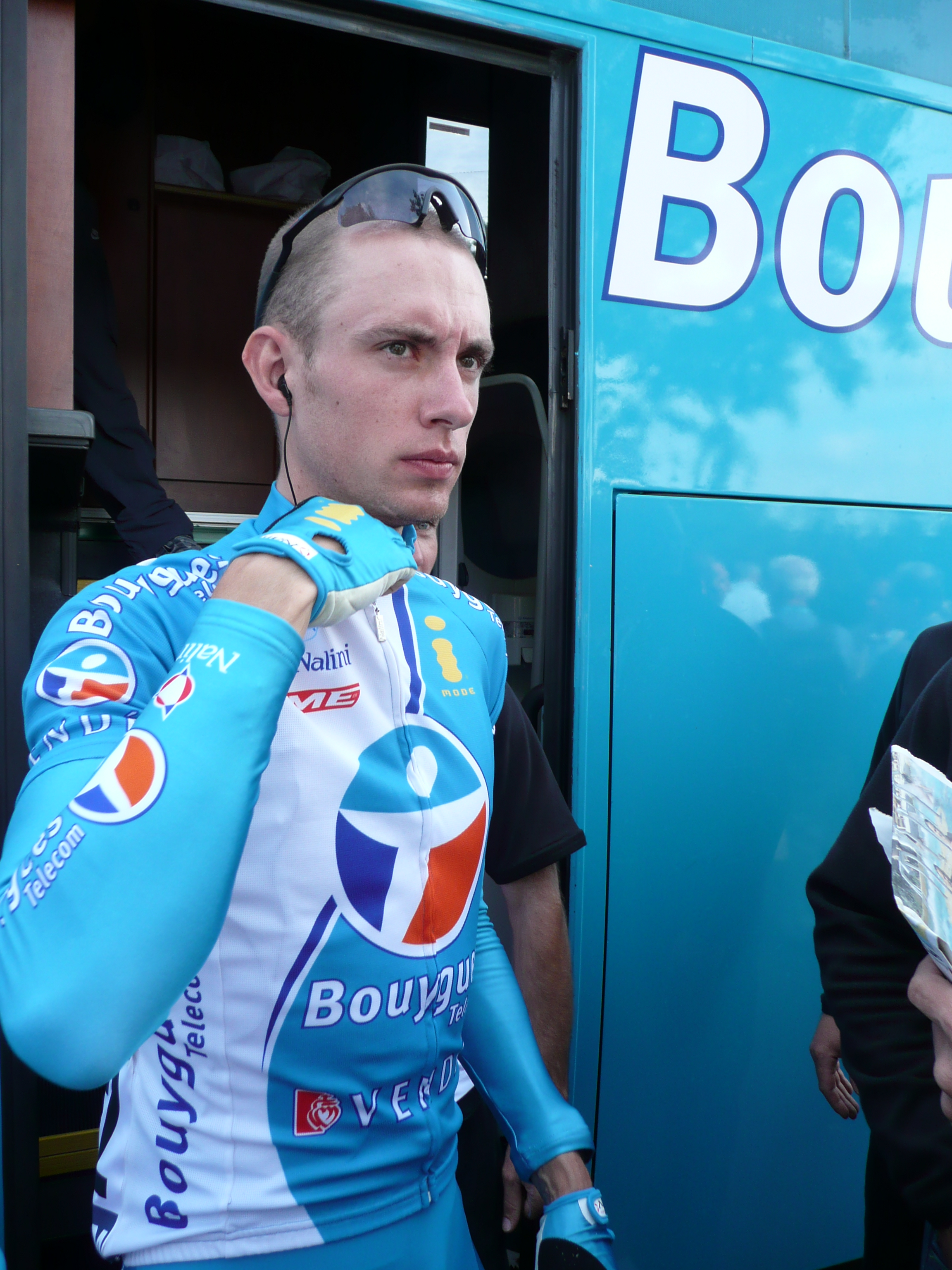
Stef Clement under Tour de France 2007.

Stef Marie Michel Clement, född 24 september 1982 i Tilburg, är en nederländsk professionell tävlingscyklist. Han blev professionell 2006 med det franska UCI ProTour-stallet Bouygues Télécom och tävlade med dem fram till och med 2008. Inför säsongen 2009 blev Stef Clement kontrakterad av Rabobank.

## Karriär
Stef Clement är specialist i tempolopp och vann de nederländska mästerskapens tempolopp 2006, 2007, 2009 och 2011. Han tog bronsmedaljen i världsmästerskapens tempolopp 2007 efter Fabian Cancellara och László Bodrogi.
Under säsongen 2008 slutade Clement tvåa i Romandiet runts bergstävling, efter italienaren Francesco de Bonis. Under tävlingen slutade han också trea på den tredje etappen efter tysken Andreas Klöden och landsmannen Thomas Dekker.  
Under 2008 tog Clement vidare andra platsen på etapp 4 under Bayern Rundfahrt, och tredjeplatsen på "Circuit Cycliste de la Sarthes" tredje etapp. Clement slutade på totalt 90:e plats i Tour de France 2008. I slutet av säsongen 2008 vann han Chrono des Nations.Clement slutade på fjärde plats i slutställningen av Vuelta a Castilla y León bakom Levi Leipheimer, Alberto Contador och David Zabriskie. 
Clement slutade trea på etapp 5, ett tempolopp, på Belgien runt 2009, bakom Sébastien Rosseler och Lars Boom. I juni samma år vann han etapp 8 av Critérium du Dauphiné Libéré, genom en utbrytning, framför Timothy Duggan och Sébastien Joly; Clement blev utsedd till den mest offensiva cyklisten under etapp 2.

## Meriter
2002
1:a, Nationsmästerskapens tempolopp, U23
2003
1:a, Etapp 8, Olympia's Tour
2004
2:a, etapp 3, GP Tell
3:a, etapp 2, Ronde van Midden-Brabant
2005
1:a, etapp 1, Cinturón Ciclista Internacional a Mallorca
1:a, Olympia's Tour
2:a, Chrono Champenois
2006
1:a,  Nationsmästerskapens tempolopp
1:a, etapp 9, Tour de l'Avenir
2:a, Acht van Chaam
2:a, etapp 4, Tour du Poitou-Charentes et de la Vienne
3:a, etapp 9, Tour de Langkawi
3:a, etapp 5, Tour de l'Avenir
2007
1:a,  Nationsmästerskapens tempolopp
2:a, Zevenbergen
2:a, Profronde van Pijnacker
3:a, etapp 20, Vuelta a España
3:a, Världsmästerskapens tempolopp
3:a, Chrono des Herbiers
2008
1:a, Chrono des Nations
2:a, bergstävlingen, Romandiet runt
2:a, etapp 4, Bayern Rundfahrt
3:a, etapp 3, Circuit Cycliste de la Sarthe
3:a, etapp 3, Romandiet runt
2009
1:a, etapp 8, Critérium du Dauphiné Libéré
1:a,  Nationsmästerskapens tempolopp
3:a, etapp 5, Belgien runt
2011
1:a,  Nationsmästerskapens tempolopp

## Stall
- Van Hemert Groep Cycling (amatör) 2003
- Rabobank Continental Team (amatör) 2004–2005
- Bouygues Télécom 2006–2008
- Rabobank 2009–